# Chamberac
Chamberac (francès Chambérat) és un municipi francès, situat al departament de l'Alier i a la regió d'Alvèrnia-Roine-Alps. L'any 2007 tenia 311 habitants.

## Demografia

### Població
El 2007 la població de fet de Chambérat era de 311 persones. Hi havia 140 famílies de les quals 44 eren unipersonals (24 homes vivint sols i 20 dones vivint soles), 36 parelles sense fills, 44 parelles amb fills i 16 famílies monoparentals amb fills.
La població ha evolucionat segons el següent gràfic:
Habitants censats

### Habitatges
El 2007 hi havia 195 habitatges, 141 eren l'habitatge principal de la família, 25 eren segones residències i 29 estaven desocupats. 194 eren cases i 1 era un apartament. Dels 141 habitatges principals, 115 estaven ocupats pels seus propietaris, 22 estaven llogats i ocupats pels llogaters i 4 estaven cedits a títol gratuït; 1 tenia una cambra, 12 en tenien dues, 26 en tenien tres, 49 en tenien quatre i 53 en tenien cinc o més. 79 habitatges disposaven pel capbaix d'una plaça de pàrquing. A 64 habitatges hi havia un automòbil i a 64 n'hi havia dos o més.

### Piràmide de població
La piràmide de població per edats i sexe el 2009 era:
| Homes | Edats   | Dones |
| ----- | ------- | ----- |
| 0     | 95 o +  | 0     |
| 0     | 90 a 94 | 4     |
| 8     | 85 a 89 | 8     |
| 4     | 80 a 84 | 0     |
| 4     | 75 a 79 | 8     |
| 16    | 70 a 74 | 0     |
| 12    | 65 a 69 | 20    |
| 16    | 60 a 64 | 16    |
| 16    | 55 a 59 | 4     |
| 4     | 50 a 54 | 8     |
| 24    | 45 a 49 | 8     |
| 8     | 40 a 44 | 24    |
| 8     | 35 a 39 | 0     |
| 12    | 30 a 34 | 4     |
| 0     | 25 a 29 | 20    |
| 8     | 20 a 24 | 8     |
| 8     | 15 a 19 | 0     |
| 0     | 10 a 14 | 12    |
| 8     | 5 a 9   | 4     |
| 4     | 0 a 4   | 4     |

## Economia
El 2007 la població en edat de treballar era de 186 persones, 137 eren actives i 49 eren inactives. De les 137 persones actives 123 estaven ocupades (72 homes i 51 dones) i 14 estaven aturades (10 homes i 4 dones). De les 49 persones inactives 20 estaven jubilades, 5 estaven estudiant i 24 estaven classificades com a «altres inactius».

### Ingressos
El 2009 a Chambérat hi havia 144 unitats fiscals que integraven 322 persones, la mediana anual d'ingressos fiscals per persona era de 13.231 €.

### Activitats econòmiques
Dels 9 establiments que hi havia el 2007, 1 era d'una empresa de construcció, 3 d'empreses de comerç i reparació d'automòbils, 4 d'empreses de serveis i 1 d'una empresa classificada com a «altres activitats de serveis».
L'únic servei als particulars que hi havia el 2009 era una fusteria.
L'únic establiment comercial que hi havia el 2009 era una carnisseria.
L'any 2000 a Chambérat hi havia 30 explotacions agrícoles que ocupaven un total de 1.962 hectàrees.

## Equipaments sanitaris i escolars
El 2009 hi havia una escola elemental integrada dins d'un grup escolar amb les comunes properes formant una escola dispersa.

## Poblacions més properes
El següent diagrama mostra les poblacions més properes.